# Adam Kasprzyk (polityk)
Adam Kasprzyk (ur. 7 sierpnia 1927 w Parkoszu, zm. 29 listopada 2015 w Dębicy) – polski kalandrowy, poseł na Sejm PRL V i VI kadencji.

## Życiorys
Syn Jana i Józefy. Uzyskał wykształcenie zasadnicze zawodowe. Ukończywszy szkołę podstawową, był robotnikiem rolnym w folwarku. W latach 1947–1950 zatrudniony był w Powiatowym Zarządzie Wodno-Drogowym w Dębicy, po czym podjął pracę w Zakładach Opon Samochodowych „Stomil” w Dębicy. Odbył tam szkolenie zawodowe. Był brygadzistą oraz członkiem zakładowej rady robotniczej. W 1969 i 1972 uzyskiwał mandat posła na Sejm PRL w okręgu Tarnobrzeg. Przez dwie kadencje zasiadał w Komisji Pracy i Spraw Socjalnych. Ponadto w trakcie VI kadencji był członkiem Komisji Górnictwa, Energetyki i Chemii oraz w Komisji Zdrowia i Kultury Fizycznej.